# BBC Radio 3
Dit overzicht is mogelijk incompleet; u kunt helpen door het uit te breiden.
BBC Radio 3 is een nationale radiozender in het Verenigd Koninkrijk en onderdeel van de British Broadcasting Corporation. De zender zendt vooral klassieke muziek zoals opera en kamermuziek uit, maar soms ook jazz en drama, zoals stukken van Shakespeare.
Er worden vaak stukken in zijn geheel uitgezonden, en niet alleen de populaire delen ervan. Dit is een van de grootste verschillen tussen deze zender en zijn commerciële rivaal Classic FM. Op momenten dat er geen muziek wordt uitgezonden zijn er programma's met discussies over stukken en uitvoeringen ervan. Ook worden er af en toe programma's uitgezonden met een lichtere toon.